# Timothy Conigrave
Timothy Fairfax Conigrave (Melbourne, 19 novembre 1959 – Sydney, 18 ottobre 1994) è stato uno scrittore, attore teatrale e attivista australiano.

## Biografia
Timothy Conigrave nacque a Melbourne, dove frequentò lo Xavier College, retto dai gesuiti. Al college conobbe John Caleo, col quale intraprese una relazione sentimentale che, pur con alterne vicende, sarebbe proseguita per i successivi 15 anni. Frequentò successivamente l'Università Monash, recitando nella messa in scena di A Man's a Man di Bertolt Brecht e 1789 di Ariane Mnouchkine. Dopo essersi laureato, collaborò con il St Martin's Youth Arts Centre, recitando in The Zig & Zag Follies, Cain's Hand e Quick-Eze Cafe, diretto da Helmut Bakaitis, Alison Richards e Val Levkowicz. Nel 1981, recitò in Bold Tales, messa in scena dall'Australian Performing Group al "The Pram Factory", sotto la regia di Peter King. Nello stesso anno, partecipò alla messa in scena di Saved di Edward Bond e completò la sua prima opera teatrale, The Blitz Kids, che fu messa in scena al "La Mama Theatre" (ad Adelaide) nell'agosto di quell'anno.
Trasferitosi a Sydney per frequentare il National Institute of Dramatic Art (NIDA), si diplomò nel 1984. Assunto dalla Griffin Theatre Company, contribuì ad avviare il progetto Soft Targets (1986), che riscosse un discreto successo. Recitò nelle commedie Brighton Beach Memoirs, As Is e On Top of the World e scrisse altre due opere teatrali: Thieving Boy e Like Stars in your Hands, edite postume nel 1997. Nella metà degli anni Ottanta fu membro inoltre del gruppo di cabaret The Globos, che si esibiva al Kinselas, un nightclub a Sydney. 
Nel 1985, sia Timothy Conigrave sia John Caleo risultarono positivi al test per la rilevazione dell'HIV. Pur rimanendo entrambi in salute fino al 1990, John Caleo sviluppò un tumore che fu diagnosticato nel 1991. Conigrave accudì Caleo, nonostante combattesse le complicanze derivanti dalla propria malattia, rimanendogli accanto fino alla morte, avvenuta il 26 gennaio 1992.
Timothy Conigrave si dedicò quindi alla redazione di un'autobiografia, nella quale riportò la sua esperienza di vita con il compagno. Completò l'opera, intitolata Holding the man, poco prima di perire anch'egli per le complicanze dovute a patologie opportunistiche correlate all'AIDS.
Timothy Conigrave morì il 18 ottobre 1994, all'età di 34 anni.

## Opere

### Opere teatrali
- The Blitz Kids (1981)
- Thieving Boy (1997)
- Like Stars in your Hands (1997)

### Holding the man
La principale opera di Timothy Conigrave è stata l'autobiografia, Holding the Man, edita nel 1995 dalla Penguin Books, che tratta principalmente della relazione affettiva con John Caleo. Nel 1995, l'opera è stata premiata dalla Australian Human Rights Commission (commissione australiana per i diritti umani), istituita dal Parlamento nel 1986.
Il commediografo australiano Tommy Murphy ha adattato l'opera di Timothy Conigrave in una rappresentazione dallo stesso titolo, messa in scena per la prima volta nel 2006 a Sydney e successivamente rappresentata a Londra, San Francisco, Los Angeles, Auckland e Chicago. Dall'opera di Conigrave nel 2015 è stato tratto un film, diretto da Neil Armfield, nel quale Ryan Corr interpreta Timothy Conigrave e Craig Stott interpreta John Caleo.
Infine, la relazione tra Timothy Conigrave e John Caleo è stata oggetto di un documentario, intitolato Remembering the Man (2016), diretto da Nickolas Bird e Eleanor Sharpe, che ha ricevuto in Australia vari riconoscimenti.